# Szkło (gmina)
Szkło – dawna gmina wiejska w powiecie jaworowskim województwa lwowskiego II Rzeczypospolitej (1934–1939), a także jednostka podziału administracyjnego Generalnego Gubernatorstwa w latach 1941–1944, wchodząca w skład dystryktu galicyjskiego. Siedzibą gminy było Szkło.
Gminę utworzono 1 sierpnia 1934 r. w ramach reformy na podstawie ustawy scaleniowej z dotychczasowych gmin wiejskich: Cetula, Jażów Nowy, Kurniki, Olszanica, Starzyska, Szkło, Wola Starzyska i Załuże.
W latach 1939–1941 zniesiona, będąc okupowana przez ZSRR, gdzie nie funkcjonowały gminy zbiorowe (vide rejony jaworowski i niemirowski).
W 1941 roku reaktywowana na skutek wojny niemiecko-radzieckiej, po zajęciu obszaru przez władze hitlerowskie. Gmina weszła w skład powiatu lwowskiego (Kreishauptmannschaft Lemberg), należącego do dystryktu Galicja w Generalnym Gubernatorstwie, gdzie została znacznie zmodyfikowana w porównaniu ze stanem sprzed wojny. Gminę zmniejszono o gromady Cetula, Jażów Nowy, Starzyska, Wola Starzyska i Załuże oraz o wysiedlone w 1940 roku Kurniki, które weszły w skład reaktywowanej gminy Wierzbiany w Landkreis Rawa Ruska. Przy gminie Szkło pozostały zatem tylko gromady Olszanica i Szkło, uzupełnione o gromady Lis i Stadniki, które wyodrębniono z tych pierwszych. Ponadto utratę obszaru zrekompensowano dołączeniem do gminy Szklo gromad Berdychów, Bruchnal, Mołoszkowice i Podłuby Wielkie (z Moosbergiem), które przed wojną należały do (niereaktywowanej) gminy Bruchnal. Ludność gminy Szkło w 1943 roku wynosiła 7737.
| Gmina w GG                   | Miejscowości / gromady                                                                | Gmina (II RP) | Powiat (II RP) | Rejon w ZSRR (1939–1941) |
| ---------------------------- | ------------------------------------------------------------------------------------- | ------------- | -------------- | ------------------------ |
| Szkło (Lkr. Lemberg)         | Berdychów, Bruchnal, Mołoszkowice i Podłuby Wielkie (z Moosbergiem)                   | Bruchnal      | jaworowski     | jaworowski               |
| Szkło (Lkr. Lemberg)         | Lis, Olszanica, Stadniki i Szkło                                                      | Szkło         | jaworowski     | jaworowski               |
| Wierzbiany (Lkr. Rawa Ruska) | Cetula, Jażów Nowy, Starzyska, Wola Starzyska i Załuże                                | Szkło         | jaworowski     | jaworowski               |
| Wierzbiany (Lkr. Rawa Ruska) | wysiedlone w 1940 roku Kurniki                                                        | Szkło         | jaworowski     | niemirowski              |
| Wierzbiany (Lkr. Rawa Ruska) | Jażów Stary, Szczepłoty, Wierzbiany i Zawadów oraz wysiedlony w 1940 roku Trościaniec | Wierzbiany    | jaworowski     | niemirowski              |
| Wierzbiany (Lkr. Rawa Ruska) | Wereszyca                                                                             | Wiszenka      | gródecki       | janowski                 |

Po II wojnie światowej obszar gminy został włączony do Ukraińskiej SRR.